# رزاق أوموتويوسي
رزاق أوموتويوسي (ولد في 8 أكتوبر 1985 في لاغوس في نيجيريا) لاعب كرة قدم بنيني.
بدأ مسيرته الكروية مع نادي صنشاين ستارز في عام 2003، وفي عام 2004 انتقل إلى نادي أسجا، وفي عام 2005 انتقل إلى نادي بوبي، ولعب معهم 38 مباراة وسجل 25 أهداف، وفي موسم 2006/2005 انتقل إلى نادي شريف المولدوفي، ولعب معهم 23 مباراة وسجل 15 هدف، ومنذ عام 2007 وهو يلعب مع نادي  هلسينغبورغ السويدي إلى أن انتقل لنادي النصر السعودي في موسم 2009/2008.
أعلن عن انتقاله لنادي الزمالك في 23 أغسطس 2011 في عقد لمدة 3 سنوات بقيمة مليون و300 ألف دولار لناديه السويدي سريانسكا
لعب مع منتخب بنين لكرة القدم منذ عام 2004.

## الوفاة
توفّي رزاق أوموتويوسي في 19 أغسطس 2025 عن تسع وثلاثين عاماً.

## روابط خارجية
- رزاق أوموتويوسي على موقع الاتحاد الدولي (مؤرشف)  (الإنجليزية)
- رزاق أوموتويوسي على موقع الاتحاد الأوربي (الإنجليزية)
- رزاق أوموتويوسي على موقع اتحاد تركيا (لاعب) (الإنجليزية)
- رزاق أوموتويوسي على موقع قاعدة بيانات كرة القدم.إي يو (الإنجليزية)
- رزاق أوموتويوسي على موقع بيانات كرة القدم. دي إي (الألمانية)
- رزاق أوموتويوسي على موقع ناشيونال فوتبول تيمز (الإنجليزية)
- رزاق أوموتويوسي على موقع Soccerway.com (الإنجليزية)
- رزاق أوموتويوسي على موقع عالم كرة القدم.نت (الإنجليزية)